# Calosoma panderi
Calosoma panderi es una especie de escarabajo del género Calosoma, familia Carabidae. Fue descrita científicamente por Fischer von Waldheim en 1820.
Esta especie se encuentra en Kazajistán, Kirguistán y Rusia.